# Overbelasting (elektriciteit)

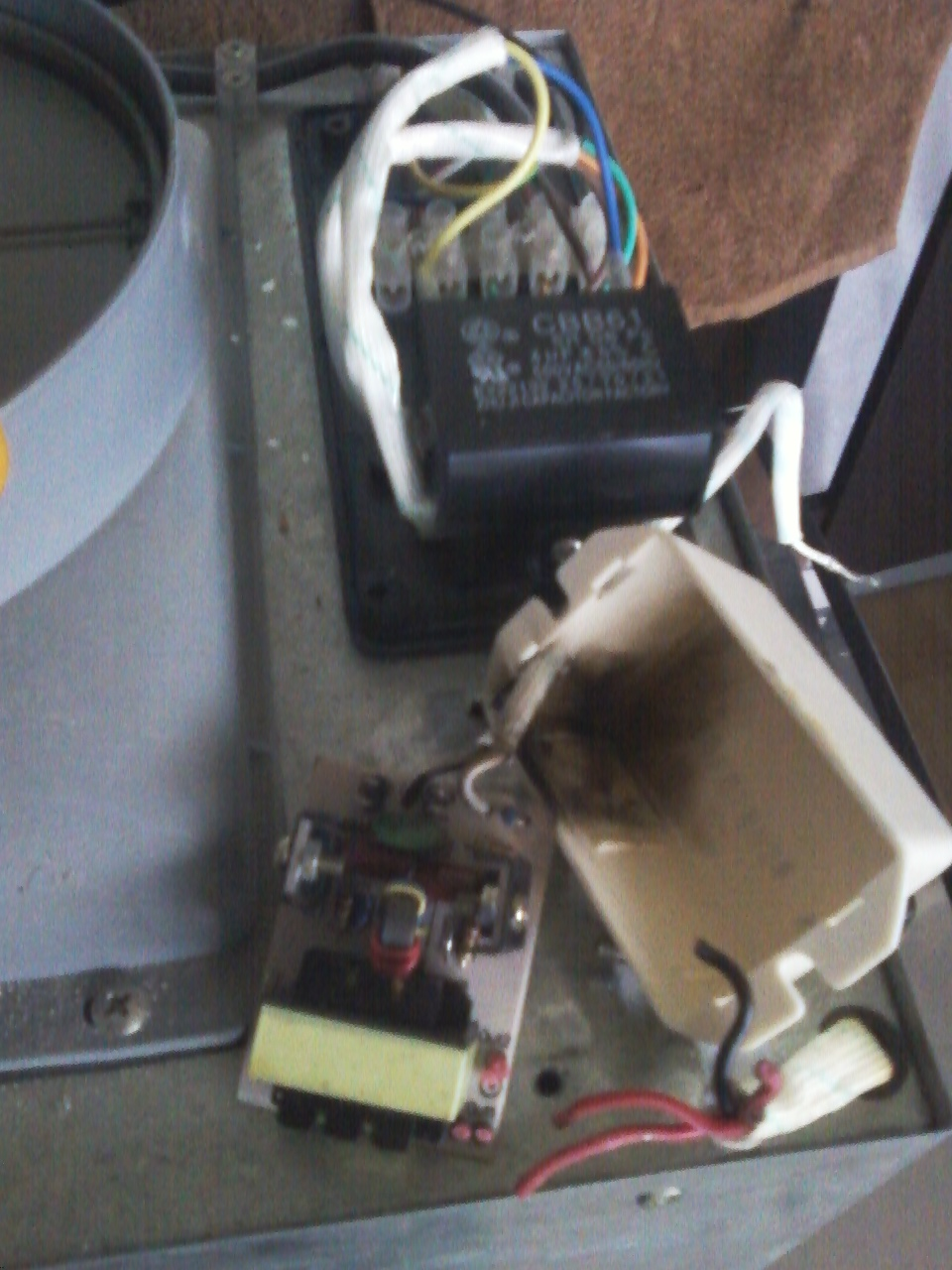
Een verbrande voeding voor de elektromotor van een dampkap

Een elektrisch toestel is overbelast indien de stroom door het toestel groter is dan de nominale stroom van het toestel, waardoor het abnormaal opwarmt en thermische schade ontstaat aan de isolatie van de geleiders en delen die daarmee in contact komen.

## Overbelasting van een elektriciteitsleiding
Een elektriciteitsleiding die een stroom I voert en een weerstand R heeft, zal een vermogen P warmte dissiperen. Dit is het joule-effect. Hoe groter de stroom hoe groter de opwarming van de geleider. Uiteraard zal de geleider ook afkoelen via de isolatie naar de omgeving. Het belangrijkste is dat de kerntemperatuur van de geleider lager is dan de temperatuur waarbij de isolatie smelt of aangetast wordt, weergegeven door de isolatieklasse.
De belastbaarheid van een elektrische leiding is dus afhankelijk van:
- de isolatieklasse of maximale kerntemperatuur
  - voor kabels met pvc-isolatie is de maximale kerntemperatuur 70 °C
  - voor kabels met XLPE- of PRC-isolatie[1] is de maximale kerntemperatuur 90 °C
- de omgevingstemperatuur
- de plaatsingswijze die het contact met de omgeving bepaald en de nabijheid van andere kabels die extra isoleren of zelfs eveneens warmte toevoegen.

Het gevolg van een overbelasting kan zijn:
- smelten van de isolatie met
- kortsluiting als gevolg, wat tot
- brand kan leiden bij slechte beveiliging

Het gevolg van een dergelijke overbelasting is meestal waar te nemen als:
- het geel, bruin of zelfs zwart worden van een deel van de volledige kabel
- de kenmerkende geur van verbranding
- eventueel zelfs rook of brand

## Overbelasting van een transformator
Overbelasting van een transformator zal leiden tot abnormaal opwarmen van de geleiders, waardoor de isolatie snel zal verouderen. Bij papierisolatie, wat de normale isolatie in met olie gevulde distributietransformatoren is, spreekt men van depolarisatie. Isolatiepapier bestaat uit zuivere cellulose-polymeerketens. Het zijn de lange polymeerketens die zorgen voor de elektrische isolatie. Nieuwe isolatie heeft heeft een polimerisatiegraad van 1200 en gedepolymeriseerd papier van slechts 200. Gedepolimeriseerd papier is zeer zwak en valt uit elkaar, waardoor de isolatie totaal verdwenen is en er doorslag ontstaat in de transformator. Deze ontlading kan gepaard gaan met een grote hoeveelheid energie (boogontlading) van het elektriciteitsnet waardoor gassen gevormd worden, de kuip openscheurt en de olie ontbrandt.

## Overbelasting van een elektromotor
Overbelasting van een elektromotor ontstaat wanneer de mechanische belasting hoger is dan waarvoor de motor geconstrueerd is. De motor zal daardoor meer energie uit het net trekken, meer opwarmen, voornamelijk de koppen van de wikkelingen, waardoor de isolatie veroudert of smelt en doorslaat.